# أحمد فتحي زغلول
أحمد فتحي زغلول (رمضان 1279 هـ الموافق فبراير 1863م - 29 ربيع أول 1332هـ الموافق 27 مارس 1914م). هو الشقيق الأصغر للزعيم سعد زغلول، وكان بالإضافة لاهتماماته السياسية والتعليمية والصحفية كان من رواد الترجمة في مصر فهو يتقن الإنجليزية والفرنسية.

## نشأته
ولد أحمد فتحي زغلول في قرية إبيانة التابعة لمحافظة الغربية سابقا كفر الشيخ حاليا، وكان اسمه فتح الله صبري، وقد شارك في الثورة العرابية وكان من خطباء هذه الثورة، وعندما فشلت واحتل الإنجليز مصر أقيل من المدرسة بقرار من وزير المعارف، فقام بتغيير اسمه والتحق بمدرسة الألسن عام 1301هـ الموافق 1883م، وسافر في تلك السنة لدراسة القانون في أوروبا، وعاد في سنة 1305هـ الموافق 1887م) حيث عين في القضاء وتدرج في مناصبه حتى أصبح رئيسا لمحكمة مصر.

## محاكمة دنشواي
كان بين أحمد فتحي زغلول والورد كرومر المعتمد السامي البريطاني في مصر علاقة قوية، وقد شارك كقاض في محكمة دنشواي سنة 1324هـ الموافق 1906م والتي قضت بإعدام عدد من الفلاحين أمام أهليهم، وهو ما هز الوجدان الشعبي المصري، وكان هو الذي صاغ حيثيات الحكم، وكان لهذه الحادثة المؤلمة أثرها القاتم على تاريخه وسيرته وأعماله، وإذا ذكر اسمه اقترن بما ارتكبه في دنشواي.
ولم يشفع لأحمد فتحى زغلول باشا أنه أسهم في وضع بعض القوانين المصرية وأن هذه القوانين أفادت مما كان له من دراية عميقة وموثقة بالنظم والقوانين المختلفة بدول أوروبية كثيرة وهو ما أهله ليكون من أفضل المشرعين لما عرف به من الدقة في صياغة التشريعات وفي المؤلفات القانونية
كان أحمد فتحي زغلول من رواد حركة الترجمة في مصر، وكان يرى أن حركة الترجمة تسبق حركة التأليف في نهضة الأمة المصرية، وكان يتقن اللغتين الإنجليزية والفرنسية بجانب امتلاكه ناصية اللغة العربية، وقد ساهم مع أحمد لطفي السيد في إنشاء جريدة الجريدة، وكان عضوا مؤسسا في الجمعية الخيرية الإسلامية، وساهم في وضع نظم المعاهد الدينية الأزهرية.

## أعماله في الترجمة
- «سر تقدم الإنجليز السكسون» لإدمون ديمولان.
- «سر تطور الأمم» لجوستاف لوبون.
- «روح الاجتماع» لجوستاف لوبون.
- «أصول الشرائع» لجيرمي بنثام.

## مؤلفاته
- المحاماة
- شرح القانون المدني
- الآثار الفتحية